# Sven Lichtenfeld
Sven Lichtenfeld (* 1974) ist ein deutscher Politiker (seit 2024 wie bereits von 2016 bis 2021 AfD, 2021 bis 2023 BIW). Seit 2023 ist er Mitglied der Bremischen Bürgerschaft.

## Biographie
Lichtenfeld arbeitete bis zu seinem Einzug in die Bürgerschaft als Hafenfacharbeiter bei der Gesamthafenbetrieb GmbH in Bremerhaven.

### Politik
Er war bis 2016 Mitglied der SPD und wechselte 2016 zur AfD. Bei der Bürgerschaftswahl in Bremen 2019 trat er erfolglos im Wahlbereich Bremerhaven als AfD-Kandidat an.
2021 wechselte er zur Wählervereinigung BIW. Bei der Bürgerschaftswahl 2023 wurde er als Kandidat der BIW im Wahlbereich Bremerhaven mit 1456 Stimmen in die Bremische Bürgerschaft gewählt. Er stand auf Listenplatz 3. Lichtenfeld wurde im Nachgang der Wahl vom Fraktionsvorsitzenden der BIW, Jan Timke, vorgeworfen, er habe „wissentlich Unterstützung von Personen aus dem rechtsextremen Milieu erhalten“ und diese genutzt, „um die Zahl seiner Personenstimmen und damit seine Wahlchancen zu erhöhen“. Damit habe der Abgeordnete „gegen die Werte und politischen Grundüberzeugungen von BIW verstoßen“ und „eine rote Linie überschritten“.
Lichtenfeld wurde am 21. Mai 2023 aus BIW ausgeschlossen und war fortan als parteiloser Abgeordneter in der Bremischen Bürgerschaft sowie in der Stadtverordnetenversammlung vertreten. Lichtenfeld wurde auch in die Partei Bündnis Deutschland, in der BIW aufging, nicht aufgenommen.
Im Dezember 2024 trat er erneut in die AfD ein.
Lichtenfeld ist Mitglied im Ausschuss für Angelegenheiten der Häfen.